# سلونی (مجارستان)
سِلِوِنی (به مجاری:  Szelevény) یک منطقهٔ مسکونی در مجارستان است که در ناحیه کون‌سنت‌مارتون واقع شده‌است. سلونی ۴۵٫۳۹ کیلومتر مربع مساحت و ۱٬۰۸۶ نفر جمعیت دارد.